# Société d'histoire et d'archéologie de Maurienne
Pour les articles homonymes, voir SHAM.
La Société d'histoire et d'archéologie de Maurienne (SHAM) est une société savante de la Maurienne, située en Savoie, et dont le siège se trouve à Saint-Jean-de-Maurienne.

## Histoire
La Société d'histoire et d'archéologie de Maurienne a été fondée en 1856 par le docteur Mottard. Elle est membre de l'Union des sociétés savantes de Savoie.
Le Musée des costumes et des traditions populaires de Saint-Jean-de-Maurienne (ancien Palais des évêques de Maurienne) expose les collections de la Société.
La Société accueille le premier Congrès des sociétés savantes de Savoie à Saint-Jean-de-Maurienne, en 1878.
Elle est reconnue comme « établissement d'utilité publique » par décret, le 19 juin 1948.

## Publication (depuis 1856)
- Travaux de la Société d'histoire et d'archéologie de Maurienne

Les volumes des Travaux publiés avant 1914 sont disponibles sur Gallica, la bibliothèque numérique de la Bibliothèque nationale de France : 

## Membres de la Société

### Présidents
- Pierre Geneletti, reçu en 2015 à l'Académie des sciences, belles-lettres et arts de Savoie, avec pour titre académique titulaire[3],[4] ;
- Pierre Dompnier[5]membre élu en 1992 de l'Académie des sciences, belles-lettres et arts de Savoie, avec pour titre académique titulaire[4] ;
- Chanoine Jean Bellet (1949-1978) ;
- Joseph Rambaud (1945-1949) ;
- Chanoine Adolphe Gros (1917/1918-1945) ;
- Florimond Truchet (1904-1916)[Note 1] ;
- Chanoine Saturnin Truchet (1890-1904)[Note 2] ;
- Dr Antoine Mottard (1856-1890)[Note 3].

### Personnalités
- Gustave Ferrié, ingénieur et général, membre d'honneur le 26 novembre 1926,
- Jean Prieur, prêtre et historien.